# Monamanry
Monamanry (Móin na Manraí, auch Druids’ Altar genannt) steht auf erhöhtem Ackerland im County Laois in Irland. Es handelt sich um einen runden Hügel von etwa 9,5 m Durchmesser und 0,75 m maximaler Höhe, der die Reste einer vermutlichen Steinkiste birgt.
Die Struktur wird fast auf dem ganzen Umfang von kleinen Randsteinen gefasst, von denen im Westen einige im Boden verborgen sind. Zwei Steine im Nordosten, etwa 1,0 m innerhalb des Randsteinkreises, deuten auf einen inneren Steinkreis. In der Mitte liegt eine Grube von etwa 3,5 m Länge und 2,0 m Breite. Eine 1,2 m lange und 0,8 m breite Nordwest-Südost orientierte Platte, kann der Deckstein einer Steinkiste sein. Die Steinkiste von Manger (LA025-018) liegt etwa 2,0 km östlich. John O’Hanlon und Edward O’Leary geben in ihrem Buch „Geschichte von Queen’s County“ ebenso eine kurze Beschreibung der megalithischen Struktur von Monamanry wie William Copeland Borlase (1848–1899) in „The Dolmens of Ireland, Bd. 2“.